# Johnny Moore (calciatore)
Johnny Moore (Glasgow, 28 agosto 1947) è un ex calciatore scozzese naturalizzato statunitense, di ruolo centrocampista.

## Carriera

### Club
Nativo di Glasgow, Scozia, emigra nel 1967 negli Stati Uniti d'America.
Nel 1974 viene ingaggiato dai neonati S.J. Earthquakes, franchigia nel quale militò sino al 1977. Con i Quakes otterrà come miglior piazzamento il raggiungimento delle semifinali nella stagione 1976.
Nella stagione 1978 passa agli Oakland Stompers, con cui fallisce l'accesso ai playoff per l'assegnazione del titolo.
Nel 1980 viene ingaggiato dai Golden Gates Gales, franchigia dell'American Soccer League. Nell'unica stagione di militanza, la ASL 1980, ottenne con i Gales il quarto ed ultimo posto della American Conference.
Contemporaneamente e successivamente al calcio, si dedicò anche all'indoor soccer, vincendo con gli Earthquakes la stagione NASL indoor 1975. Nella MISL 1980-1981 è stato l'allenatore-giocatore del San Francisco Fog.
Nel 1997 è stato inserito nella National Soccer Hall of Fame.

### Nazionale
Naturalizzato statunitense, ha giocato undici incontri con la nazionale di calcio degli Stati Uniti d'America.

## Statistiche

### Cronologia presenze e reti in Nazionale
| Cronologia completa delle presenze e delle reti in nazionale ― Stati Uniti | Cronologia completa delle presenze e delle reti in nazionale ― Stati Uniti | Cronologia completa delle presenze e delle reti in nazionale ― Stati Uniti | Cronologia completa delle presenze e delle reti in nazionale ― Stati Uniti | Cronologia completa delle presenze e delle reti in nazionale ― Stati Uniti | Cronologia completa delle presenze e delle reti in nazionale ― Stati Uniti | Cronologia completa delle presenze e delle reti in nazionale ― Stati Uniti | Cronologia completa delle presenze e delle reti in nazionale ― Stati Uniti |
| Data                                                                       | Città                                                                      | In casa                                                                    | Risultato                                                                  | Ospiti                                                                     | Competizione                                                               | Reti                                                                       | Note                                                                       |
| -------------------------------------------------------------------------- | -------------------------------------------------------------------------- | -------------------------------------------------------------------------- | -------------------------------------------------------------------------- | -------------------------------------------------------------------------- | -------------------------------------------------------------------------- | -------------------------------------------------------------------------- | -------------------------------------------------------------------------- |
| 20-08-1972                                                                 | Saint John's                                                               | Canada                                                                     | 3 – 2                                                                      | Stati Uniti                                                                | Qual. Mondiali 1974                                                        | -                                                                          |                                                                            |
| 29-08-1972                                                                 | Baltimora                                                                  | Stati Uniti                                                                | 2 – 2                                                                      | Canada                                                                     | Qual. Mondiali 1974                                                        | -                                                                          |                                                                            |
| 03-09-1972                                                                 | Città del Messico                                                          | Messico                                                                    | 3 – 1                                                                      | Stati Uniti                                                                | Qual. Mondiali 1974                                                        | -                                                                          | 65’                                                                        |
| 10-09-1972                                                                 | Los Angeles                                                                | Stati Uniti                                                                | 1 – 2                                                                      | Messico                                                                    | Qual. Mondiali 1974                                                        | -                                                                          | 46’                                                                        |
| 17-03-1973                                                                 | Hamilton                                                                   | Bermuda                                                                    | 4 – 0                                                                      | Stati Uniti                                                                | Amichevole                                                                 | -                                                                          | Ingresso                                                                   |
| 20-03-1973                                                                 | Łódź                                                                       | Polonia                                                                    | 4 – 0                                                                      | Stati Uniti                                                                | Amichevole                                                                 | -                                                                          | 46’                                                                        |
| 05-09-1974                                                                 | Monterrey                                                                  | Messico                                                                    | 3 – 1                                                                      | Stati Uniti                                                                | Amichevole                                                                 | -                                                                          | 76’                                                                        |
| 08-09-1974                                                                 | Dallas                                                                     | Stati Uniti                                                                | 0 – 1                                                                      | Messico                                                                    | Amichevole                                                                 | -                                                                          | Ingresso                                                                   |
| 19-08-1975                                                                 | Città del Messico                                                          | Costa Rica                                                                 | 3 – 1                                                                      | Stati Uniti                                                                | Amichevole                                                                 | -                                                                          |                                                                            |
| 21-08-1975                                                                 | Città del Messico                                                          | Argentina                                                                  | 6 – 0                                                                      | Stati Uniti                                                                | Amichevole                                                                 | -                                                                          | 24’                                                                        |
| 24-08-1975                                                                 | Città del Messico                                                          | Messico                                                                    | 2 – 0                                                                      | Stati Uniti                                                                | Amichevole                                                                 | -                                                                          |                                                                            |
| Totale                                                                     |                                                                            | Presenze                                                                   | 11                                                                         |                                                                            | Reti                                                                       | 0                                                                          |                                                                            |

## Palmarès

### Indoor soccer
- NASL Indoor: 1

San Jose Earthquakes: 1975.